# Круме Волнаровски
Круме Волнаровски (Прилеп, 6. мај 1909 — Прилеп, 9. мај 1944), учесник Народноослободилачке борбе и народни херој Југославије.

## Биографија
Круме Волнаровски рођен је 1909. године у Прилепу. Пореклом је из старе породице, познате по учешћу у национално-ослободилачком покрету. После заврштка основне школе, радио је у трговачким радњама у прилепској чаршији. Постао је познати гимнастичар и учествовао у такмичењима и изван Југославије. После одслужења војног рока отворио је бакалску радњу и у граду и околини био познат као трговац.
Рано се укључио у раднички покрет. Већ тада се дружио са познатим комунистом Кузманом Јосифовским. Био је врло активан међу револуционарним снагама, нарочито за време предизборних кампања. Као угледан човек у чаршији, радио је на прикупљању „Црвене помоћи“. Године 1941. руководио је „Народном помоћи“.
У току 1942. године ради као илегалац на партијској техници. Повремено иде по прилепским селима и ради на формирању одбора Народног фронта и скупљању нових бораца за одлазак у партизанске одреде. Године 1943. постао је секретар Среског комитета Комунистичке партије Југославије за Прилеп. Након Фебруарског похода, Круме је мобилизовао цео срез за сарадњу са Првом македонско-косовском бригадом у борби са бугарском војском, концентрисаном на овом простору из неколико гарнизона.
Почетком 1944. године Круме је доста обитавао у Прилепу. Интензивно ради на покривању целог среза мрежом Народноослободилачких одбора и на припремама за изборе делегата за Прво заседање Антифашистичког собрања народног ослобођења Македоније. После једног састанка у мају 1944. године на коме су подељена пуномоћја делегатима и пошто су се они разишли, Круме и члан Обласног комитета КПЈ Киро Гаврилоски остали су у кући где је био одржан састанак. Полиција је сазнала за одржавање овог састанка и опколила је кућу.
На позив бугарске полиције да се предају, Круме и Киро су одговорили паљбом из ватреног оружја. Борба је трајала неколико часова, након чега су полицајци подметнули пожар у кући. Киро се убио како не би пао жив у руке непријатељу, а Круме је заробљен и након мучења умро је 9. маја 1944. године.
Указом председника Федеративне Народне Републике Југославије Јосипа Броза Тита, 11. октобра 1953. године, проглашен је за народног хероја.